# Thestor
Thestor là một chi bướm ngày in the Lycaenidae.

## Các loài
- Thestor barbatus Henning & Henning, 1997
- Thestor basutus (Wallengren, 1857)
- Thestor brachycerus (Trimen, 1883)
- Thestor braunsi van Son, 1941
- Thestor calviniae Riley, 1954
- Thestor camdeboo Dickson & Wykeham, 1994
- Thestor claassensi Heath & Pringle, 2004
- Thestor compassbergae Quickelberge & McMaster, 1970
- Thestor dicksoni Riley, 1954
- Thestor dryburghi van Son, 1966
- Thestor holmesi van Son, 1951
- Thestor kaplani Dickson & Stephen, 1971 -Kaplan's Thestor
- Thestor montanus van Son, 1941
- Thestor murrayi Swanepoel, 1953
- Thestor overbergensis Heath & Pringle, 2004
- Thestor penningtoni van Son, 1949
- Thestor petra Pennington, 1962
- Thestor pictus van Son, 1941
- Thestor pringlei Dickson, 1976
- Thestor protumnus (Linnaeus, 1764)
- Thestor rileyi Pennington, 1956
- Thestor rooibergensis Heath, 1994
- Thestor rossouwi Dickson, 1971
- Thestor stepheni Swanepoel, 1968
- Thestor strutti van Son, 1951
- Thestor vansoni Pennington, 1962
- Thestor yildizae Koçak, 1983

## Hình ảnh

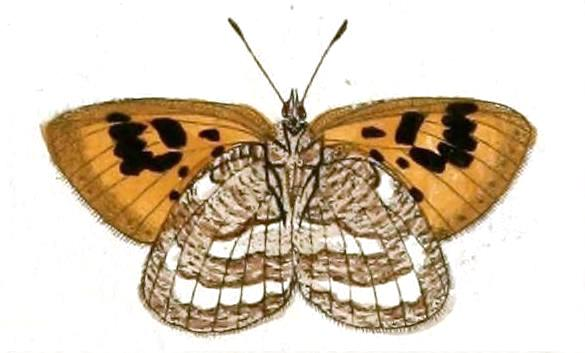